# Người Canada gốc Bulgaria
Người Canada gốc Bulgaria (tiếng Anh: Bulgarian Canadians, tiếng Bulgaria: канадски българи, kanadski balgari) là công dân Canada hoặc cư dân từ Bulgaria hoặc người có nguồn gốc tổ tiên từ người Bulgaria. Theo Điều tra dân số năm 2016 có 34.560 Những người Canada có tổ tiên là người Bulgaria, tăng so với 27.260 người theo thống kê dân số năm 2006.